# Protestantisme

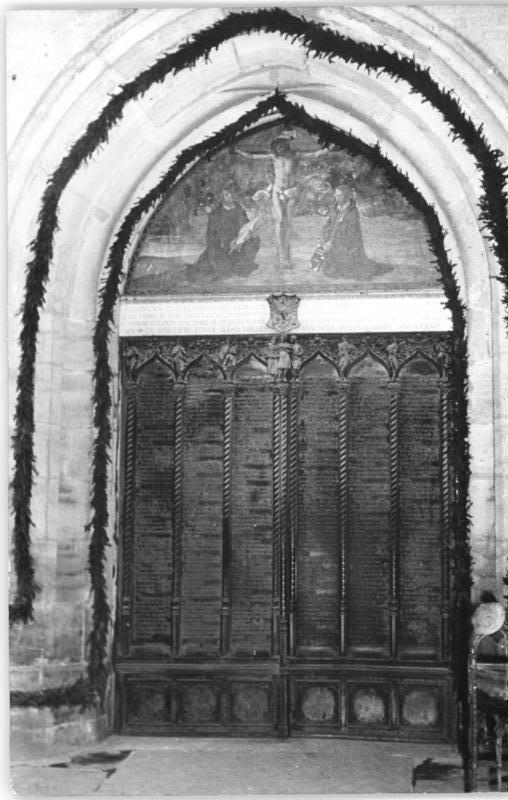
De Slotkerk te Wittenberg, de plaats waar Luther volgens de overlevering zijn 95 stellingen openbaar maakte

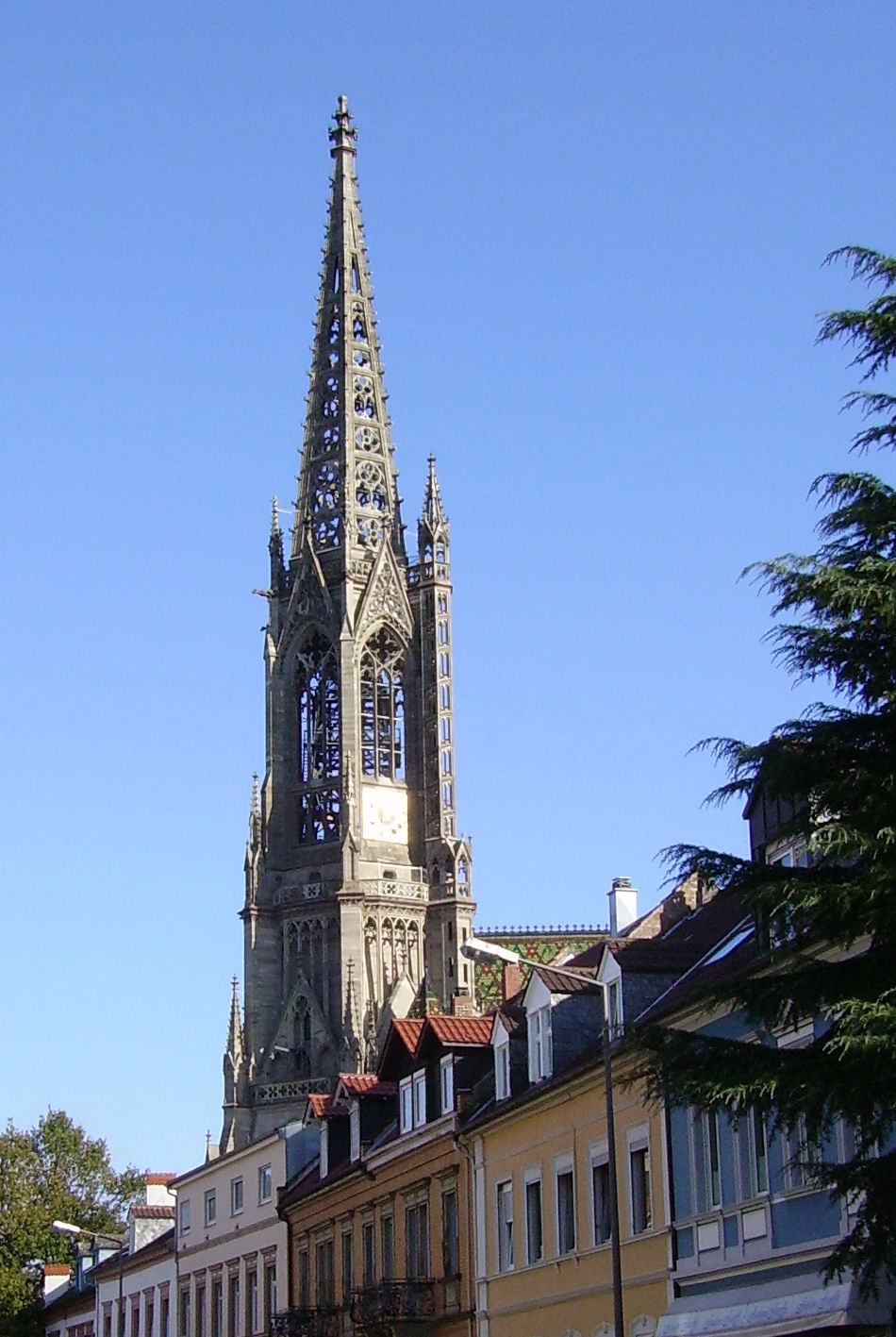
De Gedächtniskirche in Speyer, ter nagedachtenis aan het protest van de Luthersen tegen het beperken van de godsdienstvrijheid

Het protestantisme is een van de drie grote stromingen binnen het christendom, naast het rooms-katholicisme en de oosters-orthodoxe kerken. 
De stroming kwam in de zestiende eeuw voort uit kritiek op praktijken en leerstellingen van de middeleeuwse Katholieke Kerk. In het begin van die eeuw leidde dit tot diverse pogingen om de kerk daadwerkelijk te hervormen: de Reformatie. Kenmerkend is dat men zich daarbij beriep op de studie van de Bijbel, niet alleen door theologen maar ook door gewone gelovigen. Navolgers van de hervormer Maarten Luther kregen met name voet aan de grond in Duitsland en Scandinavië. Daar ontstonden evangelisch-lutherse staats- of landskerken. In Nederland, Zwitserland, Frankrijk en Schotland ontstonden hervormde of gereformeerde kerken, vaak geïnspireerd door de hervormer Johannes Calvijn. In Engeland behoort de Anglicaanse Kerk tot het protestantisme.

## Leer
De concrete opvattingen van protestantse kerkgenootschappen verschillen nogal van elkaar. Dit hangt samen met het feit dat er binnen de protestantse stromingen geen centrale gezagsinstantie wordt erkend. De Bijbel is de enige bron van gezag zowel voor het geloof als voor het leven (Sola scriptura). De gelovigen bepalen zelf, op grond van hun interpretatie van de Bijbel, wat God van hen verwacht. Kenmerkend is ook dat een authentiek en persoonlijk geloof in (vertrouwen op) Jezus Christus doorslaggevend is in de relatie met God (Sola fide). Meer vraagt God ook niet om de mens goedgezind te zijn (Sola gratia). 

## Naam
Het woord protestantisme is afgeleid van het Latijnse woord protestari, wat "publiekelijk verklaren" of "getuigen" betekent. Het is verwant aan het woord 'protesteren'. De naam valt meer specifiek te herleiden een historische gebeurtenis tijdens de Rijksdag van Spiers (1529). Luthers-gezinde vorsten en steden dienden daar een bezwaarschrift in (een Protestatio in de ambtenarentaal) tegen de poging van keizer Karel V, om de beginnende kerkhervorming terug te draaien. 
De naam protestanten werd aanvankelijk vooral gebruikt door de tegenstanders van de hervormingsgezinde vorsten – zij noemden zichzelf liever evangelisch – maar werd gaandeweg de overkoepelende term waarmee men alle christenen die zijn voortgekomen uit de Reformatie aanduidt.

## Geschiedenis
Zonder ze voorlopers van de Reformatie te noemen, zijn verwante protestbewegingen ook in de Middeleeuwen zelf te vinden. Zo lijken de ideeën van de Engelsman John Wycliffe, die in de 14e eeuw aan de eerste Engelse vertaling van de Bijbel begon en zich verzette tegen de macht en rijkdom van de Kerk, sterk op die van de 16de-eeuwse Reformatie. Ook de Tsjechische hoogleraar Jan Hus wees aan het begin van de 15e eeuw op grote gebreken in de organisatie van de kerk, m.n. verzette hij zich tegen het gezag dat de paus claimde. De Kerk zou gezuiverd moeten worden van on-bijbelse invloeden, was de gedachte. Ook kenmerkend voor veel reformatoren (Wyclif, Hus, later ook Luther) is het beroep op de vorst en lokale adel tegenover de paus en de geestelijkheid.
Een belangrijke omwenteling vond plaats in 1517, toen Martin Luther (een Augustijner monnik en professor in Wittenberg) 95 stellingen publiceerde over de boete en de aflaat. Hij keerde zich met name tegen de handel in aflaten, waarmee de Rooms-Katholieke Kerk zichzelf financierde, mede om de bouw van de Sint-Pieter in Rome te bekostigen. Rond dezelfde tijd bracht Zwingli in Zwitserland een soortgelijke beweging op gang. Hun ideeën verspreidden zich snel door Europa, geholpen door de in de 15e eeuw uitgevonden boekdrukkunst, en waren een belangrijke aanzet voor de Reformatie. Luther werd zelf als ketter veroordeeld en in 1521 in de ban gedaan.
Op de Rijksdag van Spiers in 1526, waar de leiders van het Heilige Roomse Rijk bijeenkwamen, was besloten dat de vorstendommen die de Reformatie hadden doorgevoerd rechtszekerheid zou worden verschaft en dat de vorsten vrije keuze zouden hebben in de organisatie van de eredienst. Toen dit besluit op de Rijksdag van Spiers van 1529 werd teruggedraaid, protesteerden de lutherse deelnemers. De protestanten beriepen zich op het recht om zelf de eredienst te mogen organiseren, dat hun eerder was toegekend. Keizer Karel V was niet in staat om de opstandige vorsten tot de orde te roepen, zodat er de facto een scheiding plaatsvond in de kerk. In de jaren 1540 leidde dit tot de eerste gewapende conflicten (godsdienstoorlogen), die erin resulteerden dat uiteindelijk de vorst van een gebied bepaalde welke van de twee christelijke kerkvormen (rooms-katholieke of protestantse) zijn onderdanen zouden moeten aanhangen. Dit principe is het cuius regio, eius religio principe: "In wiens gebied men woont, diens godsdienst moet men belijden". 
In het noorden en westen van Europa overheerste nu het protestantisme en werden katholieken tot tweederangsburgers gereduceerd, in Midden en Zuid-Europa bleef het rooms-katholicisme juist dominant. Omdat kerk en staat niet juridisch gescheiden waren, liepen godsdienstige en machtspolitieke kwesties altijd door elkaar. In de late 16e en vroege 17e eeuw woedde er dientengevolge in West- en Centraal-Europa een reeks van oorlogen waarin de strijd tussen het rooms-katholicisme en diverse soorten protestantisme een rol speelde. Bekend zijn de hugenotenoorlogen in Frankrijk en de Dertigjarige Oorlog, in Duitsland. Ook in de Nederlandse Opstand, die zou uitlopen op de Tachtigjarige Oorlog, hoort in dit rijtje thuis.
Bij de Godsdienstvrede van Augsburg in 1555 en bij de Vrede van Westfalen in 1648 kwam het tot een territoriale afbakening, waarbij Duitse vorsten hun lutherse, calvinistische of katholieke geloof aan hun onderdanen konden voorschrijven. In Frankrijk kende Hendrik IV in 1598 met het Edict van Nantes beperkte godsdienstvrijheid toe aan de hugenoten; dit edict werd in 1685 herroepen door Lodewijk XIV. Pas in de 19e eeuw zou individuele godsdienstvrijheid gemeengoed worden in West-Europa.

## Praktische verschillen tussen protestantisme en rooms-katholicisme

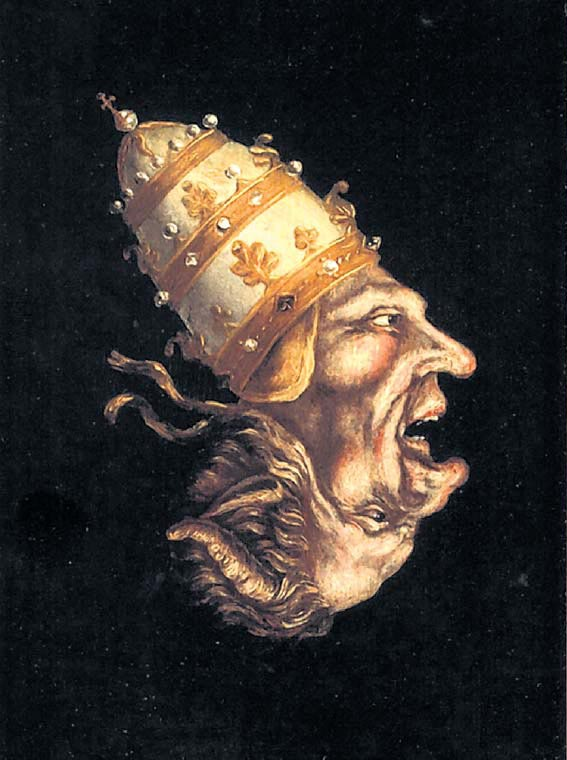
16e-eeuwse protestantse spotprent van de paus

Belangrijke praktische en uiterlijke verschillen tussen het protestantisme en het katholicisme zijn:
- Binnen de meeste stromingen in het protestantisme berust alle gezag bij de Bijbel (sola scriptura). Binnen het rooms-katholicisme wordt hiernaast ook het gezag van de traditie en het leergezag (apostolische successie) erkend.
- Binnen de rooms-katholieke kerkstructuur bestaat een hiërarchie met priesters, bisschoppen en de paus (episcopale structuur). Binnen het lutheranisme en het anglicanisme komt deze episcopale structuur in iets gewijzigde vorm terug, maar binnen het calvinisme heeft men gekozen voor een democratische kerkstructuur met door alle kerkleden (trapsgewijs) gekozen synodes.
- Binnen het katholicisme kent men een Maria- en heiligenverering. Binnen het protestantisme, meer bepaald het calvinisme, wordt aan hen geen bijzondere voorbiddersrol toegekend en wordt het richten van verzoeken om voorbede aan hen als een vorm van christelijke afgodendienst gezien: solus Christus.
- Als afgeleide hiervan verschilt ook het uiterlijk van de kerkgebouwen: rooms-katholieke kerken zijn versierd met beelden van heiligen, afbeeldingen van Bijbelse patronen en veel andere versiering (lekenboeken), veel protestantse kerken kennen geen beelden. Protestantse kerken verschillen per stroming in de hoeveelheid aan versiering. Binnen het lutheranisme is vaak wel plaats voor versieringen als muurschilderingen, binnen het calvinisme is dit veel minder het geval (sola scriptura).
- De meeste stromingen binnen het protestantisme kennen twee sacramenten (doop en avondmaal) in plaats van zeven binnen de Rooms-Katholieke Kerk, omdat de reformatoren de onderbouwing van de overige vijf naar eigen zeggen onvoldoende in de Bijbel konden terugvinden (sola scriptura).
- Het protestantisme gelooft dat iemands zonden vergeven worden door het geloof in Jezus Christus (sola fide). De Rooms-Katholieke Kerk leert, in tegenstelling tot wat men vaak denkt, dat iemands zonden enkel vergeven worden door het offer van Jezus Christus aan het kruis. Echter door middel van de Apostolische Leer kan een priester deze vergeving bevestigen bij de biecht.
- Binnen het protestantisme wordt gesproken over het heilig Avondmaal, binnen de Rooms-Katholieke Kerk over de Eucharistie. Opvattingen binnen het protestantisme over het heilig avondmaal variëren per stroming. Algemeen wordt binnen het protestantisme Jezus' lijden voor de zonden herdacht. In de Rooms-Katholieke Kerk wordt het offer van Jezus Christus bij elke Mis opnieuw tegenwoordig gesteld.
- Het ambt van predikant bij de protestanten is niet-sacramenteel en verenigbaar met het huwelijk, het ambt van priester bij de katholieken is sacramenteel en celibatair (behalve voor mannelijke gehuwde dominees en anglicaanse en orthodoxe priesters die tot de Rooms-Katholieke Kerk zijn overgegaan: zij kunnen als gehuwde tot priester gewijd worden in afzonderlijke delen van de Rooms-Katholieke Kerk).
- Bij een aantal protestantse kerkgenootschappen worden vrouwen toegelaten tot het ambt en kunnen ze dominee of priester worden (de term verschilt per stroming). In de Rooms-Katholieke Kerk kunnen vrouwen wel leidinggevende taken op zich nemen, maar kunnen niet de bijbehorende wijding krijgen.
- De katholieken gebruiken een altaar en wierook tijdens de viering; de protestanten gebruiken deze elementen meestal niet.
- Katholieken spreken van een mis of (eucharistie)viering, waar protestanten doorgaans het woord dienst gebruiken.
- Protestanten vieren de dienst altijd in de landstaal, terwijl de katholieken dat pas na de Tweede Vaticaans Concilie ook gingen doen. Voorheen vierden de katholieken de mis uitsluitend in het Latijn.

## Stromingen

Tijdlijn van de protestantse stromingen (internationaal)

Het protestantisme bestaat zelf weer uit een groot aantal verschillende substromingen. In tegenstelling tot in de Rooms-Katholieke Kerk is er geen centraal gezag dat de leer van de protestantse kerkgenootschappen bepaalt. Dit heeft in het verleden geleid tot een groot aantal afscheidingen op landelijk en internationaal niveau. Het meest recente voorbeeld is het ontstaan in 2004 van de Hersteld Hervormde Kerk en de Voortgezette Gereformeerde Kerken in Nederland, die zich hebben afgesplitst van de Nederlandse Hervormde Kerk en de Gereformeerde Kerken in Nederland toen deze kerkgenootschappen samen met de Evangelisch-Lutherse Kerk opgingen in de Protestantse Kerk in Nederland. Sommige van de protestantse stromingen zijn internationaal verbreid, hoewel de meeste georganiseerd zijn in landelijke kerkgenootschappen.

### Internationaal
In de 16e eeuw zijn er heel veel hervormingsbewegingen geweest. Veel hiervan hebben slechts een kort bestaan geleid. Ze zijn onderdrukt, uitgeroeid of sloegen niet echt aan. Tegenwoordig onderscheidt men vier grote hoofdstromingen die in hun ontstaan teruggaan tot de eeuw van de Reformatie.
1. Lutheranisme
2. Gereformeerd protestantisme, soms ook calvinisme genoemd, of in Schotland het presbyterianisme
3. Anabaptisme, in Nederland meestal doopsgezinden genoemd
  1. Hieruit is in de Verenigde Staten het baptisme voortgekomen
4. Anglicanisme, in de Verenigde Staten meestal episcopalisme genoemd
  1. Hieruit is het methodisme voortgekomen.

Ook stromingen die zich los hebben gemaakt van de bestaande protestantse kerkgenootschappen, zoals de pinksterbeweging aan het begin van de 20e eeuw, worden tot het protestantisme gerekend.

### In Nederland

#### Kerkgenootschappen
Lutheranisme

Ontstaan van de verschillende protestantse stromingen in Nederland

Ontstaansgeschiedenis van protestantse kerkgenootschappen in Nederland

- In 2004 is de Evangelisch-Lutherse Kerk meegegaan in het fusieproces van de Protestantse Kerk in Nederland. Sindsdien bestaan er nog wel lutherse gemeenten binnen deze kerk.

Gereformeerd protestantisme:

In Nederland is de Protestantse Kerk het grootste protestantse kerkgenootschap. Daarnaast is er een groot aantal gereformeerde en protestantse kerken. Dit zijn kerken die zich oorspronkelijk van de Nederlandse Hervormde Kerk hebben afgescheiden of weer afscheidingen zijn van de afgescheidenen.
- Protestantse Kerk in Nederland, fusie van de voormalige:
  - Nederlandse Hervormde Kerk
  - Gereformeerde Kerken in Nederland
  - Evangelisch-Lutherse Kerk
- Remonstrantse broederschap
- Nederlandse Gereformeerde Kerken, fusie van de voormalige:
  - Gereformeerde Kerken vrijgemaakt
  - Nederlands Gereformeerde Kerken
- Christelijke Gereformeerde Kerken
- (Oud-)Gereformeerde Gemeenten (in Nederland)
- Hersteld Hervormde Kerk
- Vrijzinnige Geloofsgemeenschap NPB
- Zwinglibond

Anabaptisme:
- Alg. Doopsgezinde Sociëteit
- Baptisten

Andere kerkgenootschappen:
- Leger des Heils
- Kerk van de Nazarener
- Evangelische gemeenten
- Pinkstergemeenten
- Vrije Evangelische Gemeenten
- Vergadering van gelovigen
- Zevendedagsadventisten
- Jehova's getuigen

#### Protestantse maatschappelijke organisaties
In de twintigste eeuw heeft de verzuiling geleid tot uiteenlopende organisaties op specifiek protestantse grondslag. Voorbeelden hiervan zijn:
- Organisaties:
  - Stichting voor Christelijke Filosofie (SCF)
- Omroepverenigingen:
  - Reformatorische Omroep (RO)
  - Evangelische Omroep (EO)
  - NCRV
  - VPRO (actief protestants tot in de jaren 60)
- Politieke partijen
  - SGP
  - ARP en CHU (beide in 1980 opgegaan in het CDA)
  - GPV en RPF (in 2001 gefuseerd tot ChristenUnie)
  - EVP (in 1990 opgegaan in GroenLinks)
- Kranten
  - Reformatorisch Dagblad
  - Nederlands Dagblad
  - Friesch Dagblad
  - Trouw
- Reformatorische en protestants-christelijke universiteiten
  - Protestantse Theologische Universiteit
  - Theologische Universiteit Apeldoorn
  - Theologische Universiteit Kampen (Broederweg)
- Daarnaast hebben een aantal universiteiten van oudsher opleidingen voor het predikantschap in de protestantse kerken:
  - Vrije Universiteit
  - Universiteit Utrecht
  - Universiteit Leiden
  - Rijksuniversiteit Groningen
- Reformatorische en protestants-christelijke scholen, o.a.:
  - Christelijke Hogeschool Ede
  - gereformeerde hogeschool Viaa te Zwolle
  - Evangelische Hogeschool Amersfoort
  - Hogeschool Ichtus Rotterdam
  - Hogeschool Driestar educatief Gouda
  - Evangelische Theologische Hogeschool
  - Azusa theologische hogeschool

### In België
In België vormen de protestanten een minderheid van naar schatting 2 à 3% van de bevolking. Een van de protestantse kerkgenootschappen is de Verenigde Protestantse Kerk in België (VPKB), die in 1978 is ontstaan uit een fusie tussen de Protestantse Kerk van België, de Hervormde Kerk van België en de Gereformeerde Kerken in België. Zij heeft ruim honderd plaatselijke gemeenten (zowel aan de Nederlandstalige als de Franstalige kant van België). Evenals in Nederland vinden evangelische kerken, de Pinksterbewegingen en andere charismatische bewegingen steeds meer aanhang. Zij hebben zich voor het grootste deel verenigd in de Federale Synode van Protestantse en Evangelische kerken in België. De VPKB en de Federale Synode vormen sinds 2003 samen de Administratieve Raad van de Protestants-Evangelische Eredienst (ARPEE) een administratieve vertegenwoordiging richting de Belgische staat. De laatste tijd groeit de protestantse gemeenschap met name door migratie van protestants-evangelischen uit Afrika en Zuid-Amerika.
Protestantse opleidingen:
- Faculteit voor Protestantse Godgeleerdheid te Brussel
- Evangelische Theologische Faculteit (ETF) te Leuven-Heverlee
- Continental Theological Seminary in Sint-Pieters-Leeuw

## Voetnoten
1. ↑  J. A. Verveen, 'Naam protestanten geboren op de Rijksdag van Spiers', Digibron, Kenniscentrum Gereformeerde gezindte, 16 december 1982
2. ↑  Diarmaid Macculloch. De Reformatie. Het Europese huis gedeeld 1490-1700.
3. ↑  http://www.o-re-la.org/index.php?option=com_k2&view=item&id=1944:rapport-orela-2016-les-religions-et-la-la%C3%AFcit%C3%A9-en-belgique&Itemid=85&lang=en